# Eric Ashby, Baron Ashby

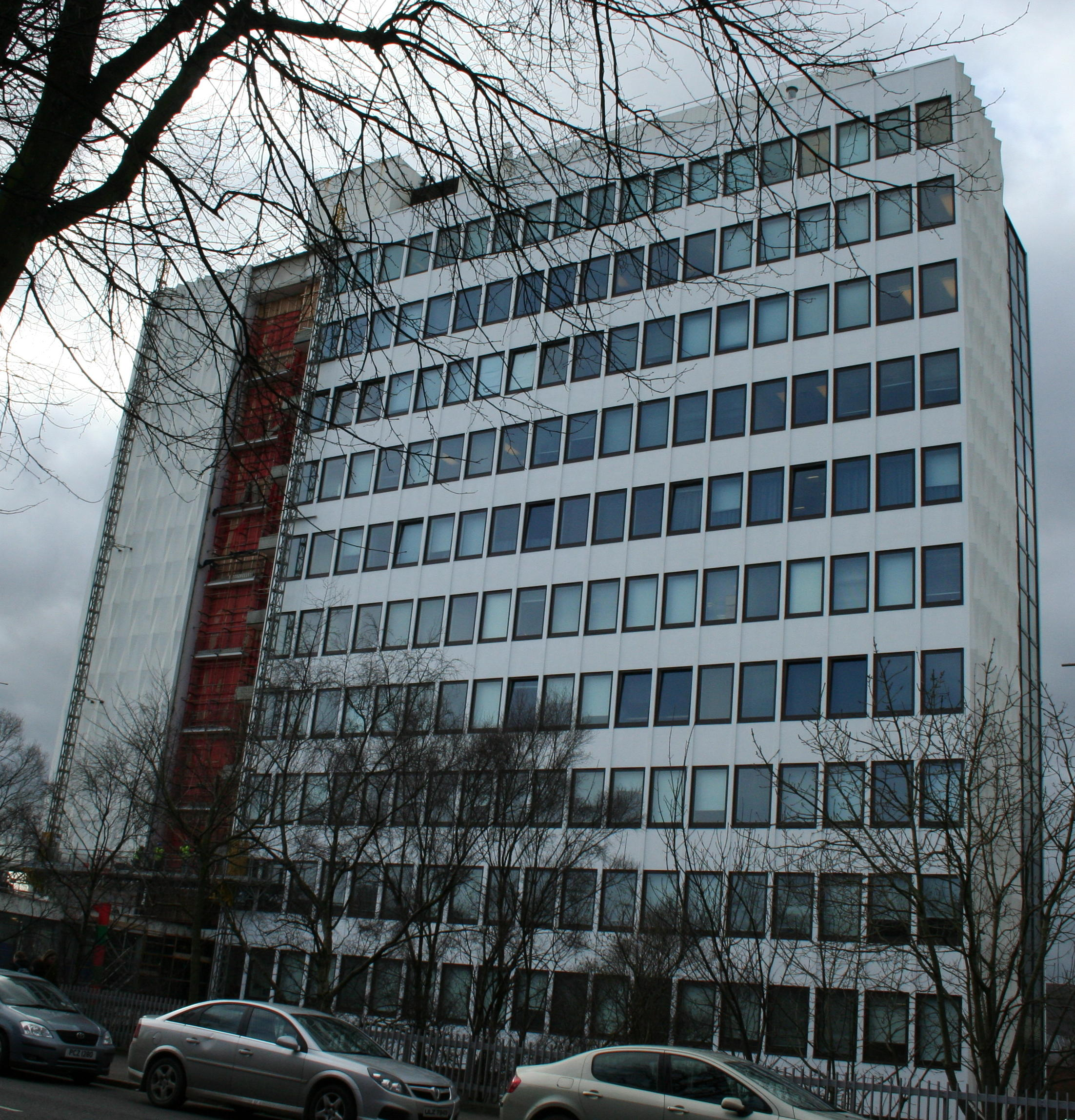
Das Ashby Building der Queen’s University Belfast

Eric Ashby, Baron Ashby FRS (* 24. August 1904 in Leytonstone; † 22. Oktober 1992 in Cambridge) war ein britischer Botaniker. Er galt als ausgezeichneter Wissenschaftler, der sich den Problemen der akademischen Bildung, der Aufklärung über die Umweltverschmutzung und den Beziehungen zwischen Wissenschaft und Gesellschaft widmete.

## Frühe Jahre
Eric Ashby war der älteste von drei Brüdern; schon sein Vater war hervorragender Amateur-Naturforscher. Zunächst interessierte er sich für Chemie und Mathematik, entschied sich aber dann für ein Studium der Botanik. Ashby studierte an der City of London School und dem Royal College of Science, wo er 1926 einen exzellenten Abschluss als Bachelor of Science machte und Forbes Medal and Prize erhielt. Ein Schwerpunkt seiner Studien lag auf der Wasserlinse, indem er die Faktoren für ihren Wachstum erforscht. Von 1926 bis 1929 war er als Assistent am Imperial College tätig. 1929 erhielt er eine Harkness Fellowship an der University of Chicago und erforschte dort die Züchtung von Maispflanzen.

## Laufbahn als Wissenschaftler
Von 1931 bis 1935 war Ashby Dozent am Imperial College und von 1935 bis 1938 an der University of Bristol. Gemeinsam mit Henrik Lundegårdh publizierte er 1938 ein deutsch-englisches Botanik-Wörterbuch. Von 1938 bis 1946 war Ashby Professor für Botanik an der Universität Sydney und profilierte sich dort als einer der führenden Wissenschaftler Australiens. So war er von 1940 bis 1942 Vorsitzender des Australian National Research Council und führte 1942 für den australischen Premierminister eine Untersuchung von wissenschaftlichen Ressourcen zu Kriegszeiten durch. Zwischen 1944 und 1945 war er als wissenschaftlicher Berater in Moskau für die australische Regierung tätig.
1946 kehrte Eric Ashby nach Großbritannien zurück. Von 1947 bis 1950 hielt er den Harrison-Lehrstuhl für Botanik an der University of Manchester inne: „His enthusiasm and flair for botany made Manchester one of the leading botanical schools in the United Kingdom.“ (deutsch „Seine Begeisterung und sein Gespür für Botanik machten aus Manchester eine der führenden botanischen Schulen im Vereinigten Königreich.“) Er trug als Autor eines Artikels über hybride Mischformen zum Penguin Book New Biology bei und wurde der breiteren Öffentlichkeit bekannt durch sein Buch Scientist in Russia, in denen er seine Erlebnisse in Moskau beschrieb, wo er auch Russisch gelernt hatte.

## In der akademischen Verwaltung
Von 1950 bis 1959 war Ashby Präsident und Vize-Kanzler der Queen’s University in Belfast, weil er die Belange der Universität öffentlich vertrat. Da er ein guter Redner, ein gewandtes Mitglied des Uni-Senats sowie ein begabter Vermittler war, wurde er bald in Nordirland populär. Bald widmete er sich mehr Universitäts- und Bildungsfragen als seiner eigentlichen Wissenschaft.
Von 1959 bis 1975 war er an der University of Cambridge Master des Clare College sowie Vize-Kanzler der Universität Cambridge von 1967 bis 1969. Zudem war er Mitglied einer Bildungskommission für Nigeria. Von 1968 bis 1974 war er Vorsitzender der Governors der Culford School und zwischen 1970 und 1973 Vorsitzender der Royal Commission on Environmental Pollution. 1972 war er Mitglied eines Arbeitskreises bei der Konferenz der Vereinten Nationen über Umwelt und Entwicklung in Stockholm. 1973 wurde er Präsident und Kanzler der Queen’s University in Belfast.  1956 wurde Eric Ashby zum Ritter geschlagen und 1973 zum Life Peer erhoben als Baron Ashby, of Brandon in the County of Suffolk.
Von 1935 bis 1938 war Ashby Sekretär der  Society for Experimental Biology und von 1962 bis 1963 Präsident der British Association for the Advancement of Science. 1961 wurde er zum ausländischen Ehrenmitglied der American Academy of Arts and Sciences gewählt. Er war Berater der British National Fruit Traders Association, ein Fellow of the Royal Society (FRS) und erhielt eine Centenary Medal der  Royal Society of Tasmania. 1975 wurde er zum Fellow der Royal Society of Edinburgh gewählt. Er hatte Ehrendoktortitel von 20 verschiedenen Universitäten und publizierte zahlreiche Bücher.

## Familie
Eric Ashby war seit 1931 mit Elizabeth Helen Margaret Farries verheiratet, die er bei einer Zusammenarbeit über Verbrennungstechniken zur Messung von Kohlenstoff in Gewebe kennengelernt hatte. Das Ehepaar hatte zwei Kinder.

## Publikationen (Auswahl)
- Als Wissenschaftler in Russland (1949)
- Technology and the Academics (1958)
- African Universities and Western Tradition (1964)
- Masters and Scholars (1970)
- Reconciling Man with the Environment (1978)
- Mit Mary Anderson: The Politics of Clean Air (1981).
- Mit Mary Anderson: British, Indian, African (1966)
- The Rise of the Student Estate (1970)
- Portrait of Haldane (1974)